# 拉叙尔
拉叙尔（法語：Lassur，法語發音：[lasyʁ]）是法国阿列日省的一个市镇，属于富瓦区。

## 地理
拉叙尔（42°46'10"N, 1°44'13"E）面积11.99 平方千米，位于法国奧克西塔尼大區阿列日省，该省份为法国西南部内陆省份，西部和北部与上加龙省接壤，东临奥德省，东南至东比利牛斯省接壤，南与安道尔和西班牙接壤。
与拉叙尔接壤的市镇（或旧市镇、城区）包括：阿尔比耶斯、阿斯通、加拉努、吕兹纳克、于尔斯、韦布尔。

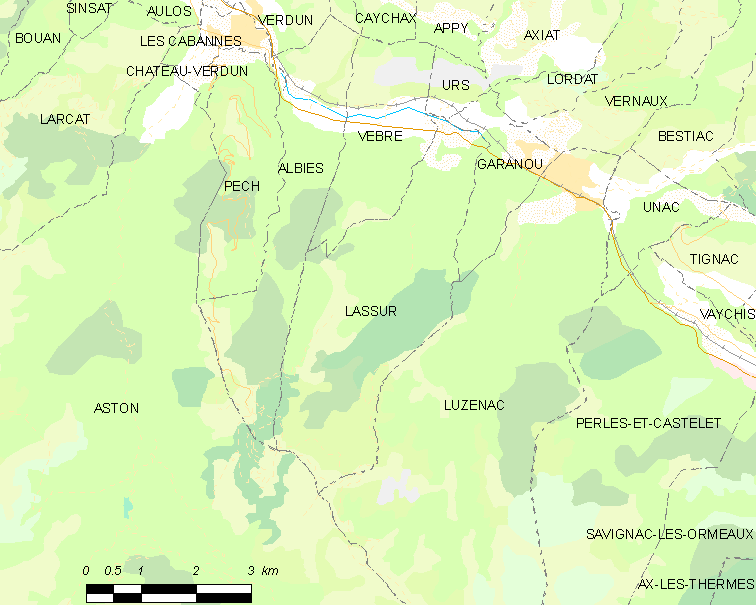
拉叙尔的OSM定位图

拉叙尔的时区为UTC+01:00、UTC+02:00（夏令时）。

## 行政
拉叙尔的邮政编码为09310，INSEE市镇编码为09159。

## 政治
拉叙尔所属的省级选区为上阿列日县。

## 人口

1962-2008年间拉叙尔人口变化图示

拉叙尔于2022年1月1日时的人口数量为84人。